# Джексон (округ Бернетт, Вісконсин)
Джексон (англ. Jackson) — місто (англ. town) в США, в окрузі Бернетт штату Вісконсин. Населення — 935 осіб (2020).

## Демографія
Згідно з переписом 2010 року, у місті мешкали 773 особи в 378 домогосподарствах у складі 263 родин. Було 1277 помешкань
Расовий склад населення:
| - 96,4 % — білих - 2,3 % — корінних американців - 0,4 % — чорних або афроамериканців - 0,3 % — азіатів |

До двох чи більше рас належало 0,6 %. Частка іспаномовних становила 0,6 % від усіх жителів.
За віковим діапазоном населення розподілялося таким чином: 10,6 % — особи молодші 18 років, 50,6 % — особи у віці 18—64 років, 38,8 % — особи у віці 65 років та старші. Медіана віку мешканця становила 60,6 року. На 100 осіб жіночої статі у місті припадало 97,7 чоловіків;  на 100 жінок у віці від 18 років та старших — 103,8 чоловіків також старших 18 років.
Середній дохід на одне домашнє господарство  становив 62 994 долари США (медіана — 43 229), а середній дохід на одну сім'ю — 71 534 долари (медіана — 52 500). Медіана доходів становила 46 250 доларів для чоловіків та 41 667 доларів для жінок. За межею бідності перебувало 12,6 % осіб, у тому числі 22,1 % дітей у віці до 18 років та 8,2 % осіб у віці 65 років та старших.
Цивільне працевлаштоване населення становило 257 осіб. Основні галузі зайнятості: освіта, охорона здоров'я та соціальна допомога — 26,1 %, мистецтво, розваги та відпочинок — 13,2 %, фінанси, страхування та нерухомість — 10,1 %, будівництво — 9,7 %.